# فلورنسا روكويل
فلورنسا روكويل (بالإنجليزية: Florence Rockwell)‏ هي ممثلة أمريكية، ولدت في 9 يوليو 1887 في سانت لويس في الولايات المتحدة، وتوفيت في 24 مارس 1964 في ستامفورد في الولايات المتحدة.

## وصلات خارجية
- فلورنسا روكويل على موقع IMDb (الإنجليزية)
- فلورنسا روكويل على موقع قاعدة بيانات برودواي على الإنترنت (الإنجليزية)